# 1908년 하계 올림픽 복싱
틀:역대 올림픽 복싱
1908년 하계 올림픽 복싱은 영국 런던에서 개최된 1908년 하계 올림픽의 경기 종목이다. 4개국 선수 42명이 참가하였으며 런던 동부 클러크넬 (Clerkenwell)의 노샘프턴 협회 (Northampton Institute)에서 개최되었다.
각 시합은 3라운드로 진행되며, 첫 두 라운드는 3분, 마지막 라운드는 4분 동안 진행되었다. 두 명의 심판이 각 경기의 채점에 나섰으며, 두 선수 중 더 나은 경기를 펼친 선수에게 1라운드와 2라운드에서 5점을, 3라운드에서 7점을 부여했다. 상대 선수에게는 우선 선수에 비례하여 점수가 부여되었다. 경기가 끝나고 심사위원들이 승자가 누구인지를 합의하지 못하면 임의로 승자를 선택하거나 4라운드를 치르도록 하였다.

## 경기장
| 도시     | 경기장              | 원어명                | 비고 |
| -------- | ------------------- | --------------------- | ---- |
| 노샘프턴 | 노샘프턴 인스티튜트 | Northampton Institute |      |

## 참가국
복싱 종목은 4개국에서 선수 42명이 참가하였다.
| - 덴마크 (2명) - 영국 (32명) | - 오스트랄라시아 (1명) - 프랑스 (7명) |

## 메달리스트
| 종목                 | 금                       | 은                               | 동                            |
| -------------------- | ------------------------ | -------------------------------- | ----------------------------- |
| 남자 밴텀급 자세히   | 헨리 토머스 · 영국       | 존 컨던 · 영국                   | 윌리엄 웹 · 영국              |
| 남자 페더급 자세히   | 리차드 건 · 영국         | 찰스 모리스 · 영국               | 허 로딘 · 영국                |
| 남자 라이트급 자세히 | 프레더릭 그레이스 · 영국 | 프레더릭 스필러 · 영국           | 해리 존슨 · 영국              |
| 남자 미들급 자세히   | 조니 더글라스 · 영국     | 레지널드 베이커 · 오스트랄라시아 | 윌리엄 필로 · 영국            |
| 남자 헤비급 자세히   | 알버트 올드먼 · 영국     | 시드니 이번스 · 영국             | 프레더릭 모스틴 파크스 · 영국 |

## 메달 집계
| 순위 | 국가           | 금메달 | 은메달 | 동메달 | 합계 |
| ---- | -------------- | ------ | ------ | ------ | ---- |
| 1    | 영국           | 5      | 4      | 5      | 14   |
| 2    | 오스트랄라시아 | 0      | 1      | 0      | 1    |
| 합계 | 합계           | 5      | 5      | 5      | 15   |

## 참고 자료
- (영어) 국제 올림픽 위원회 메달리스트 데이터베이스
- 국제 올림픽 위원회 - 1908년 하계 올림픽 복싱 경기 결과 (영어)
- (영어) “Boxing at the 1908 London Summer Games”. sports-reference.com. 2016년 7월 21일에 원본 문서에서 보존된 문서. 2011년 7월 6일에 확인함.
- (영어) De Wael, Herman. “Herman's Full Olympians: "Boxing 1908".”. 2016년 3월 5일에 원본 문서에서 보존된 문서. 2018년 11월 30일에 확인함.
- Cook, Theodore Andrea (1908). 《The Fourth Olympiad, Being the Official Report》. London: British Olympic Association.

| 올림픽 복싱 |                                   |                 |
| 이전 대회   | 1908년 하계 올림픽 복싱 런던 1908 | 다음 대회       |
| 파리 1904   | 1908년 하계 올림픽 복싱 런던 1908 | 안트베르펜 1920 |